# Mauger (Worcester)

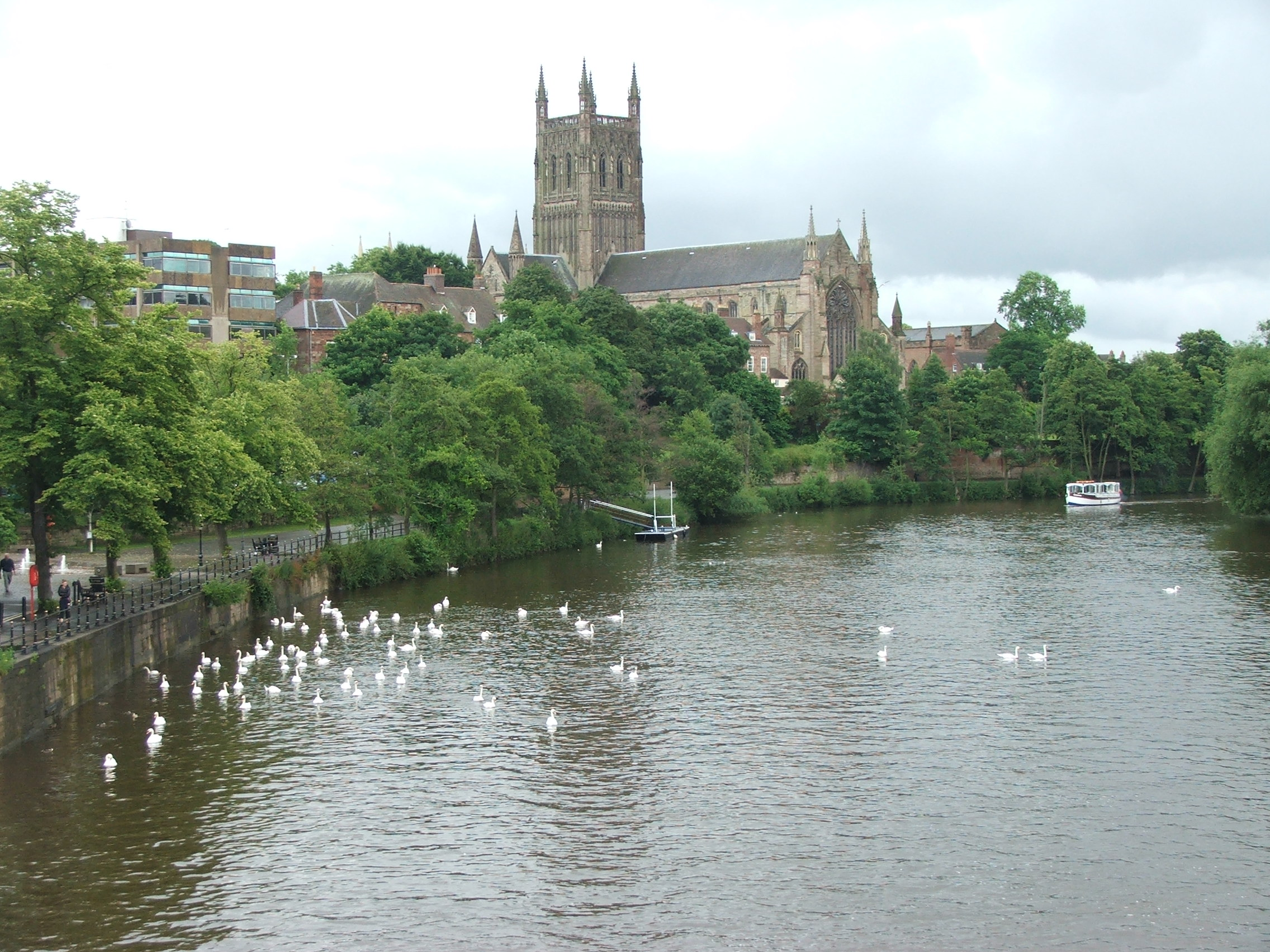
Nach der Zerstörung durch ein Feuer 1202 begann Mauger mit dem Wiederaufbau der Kathedrale von Worcester

Mauger († 1. Juli 1212 in Pontigny) war ein englischer Geistlicher. Ab 1199 war er Bischof von Worcester. 
Mauger war von unehelicher Geburt, doch erlangte er eine gute Ausbildung. Er diente Richard Löwenherz als Arzt und wurde von diesem zum Archidiakon von Evreux und 1195 zum Schatzmeister der Normandie ernannt. Nach Richards Tod wurde Mauger im August 1199 zum Bischof der Diözese Worcester gewählt. Aufgrund seiner unehelichen Geburt erklärte Papst Innozenz III. die Wahl jedoch für ungültig. Mauger reiste daraufhin nach Rom und erhob beim Papst gegen dessen Entscheidung Einspruch. Der Papst war von Mauger so beeindruckt, dass er die Annullierung zurückzog, Mauger einen Dispens erteilte und ihn am 4. Juni 1200 eigenhändig zum Bischof weihte. Nach seiner Rückkehr nach England ließ Mauger die Gebeine von Bischof Wulfstan in die Kathedrale von Worcester umbetten. Nachdem die Kathedrale durch einen Brand am 17. April 1202 schwer beschädigt worden war, überzeugte Mauger den Papst, dass sich am Grab von Wulfstan viele Wunder zugetragen hätten, worauf dieser 1203 heiliggesprochen wurde. Die durch die einsetzende Pilgerfahrt zum Grab Wulfstans fließenden Spenden verwendete Mauger für den Wiederaufbau der Kathedrale. Auch der englische König Johann besuchte mehrfach Worcester und förderte den Wiederaufbau.
Als der König jedoch 1207 nicht die Ernennung von Stephen Langton zum Erzbischof von Canterbury akzeptieren wollte, beauftragte der Papst Mauger, zusammen mit dem Londoner Bischof William de Ste Mère-Église und Bischof Eustace von Ely dem König mit der Verhängung des Interdikts zu drohen und ihn so zum Einlenken zu bewegen. Johann lehnte jedoch brüsk weitere Gespräche ab, worauf Mauger und die anderen Bischöfe während der Karwoche am 23. März 1208 das Interdikt über England verkündeten. Anschließend floh er ins Exil nach Frankreich, zunächst in das Augustinerstift St-Victor bei Paris und schließlich zu Stephen Langton ins burgundische Kloster Pontigny. Noch 1208 sowie im September 1209 kehrte er zu Verhandlungen, unter anderem mit dem königlichen Justitiar Geoffrey fitz Peter nach England zurück, doch da diese ergebnislos verliefen, ging er wieder ins Exil nach Frankreich. 
Der König beschlagnahmte die Besitzungen des Bistums, so dass dessen Einkünfte an ihn fielen, darunter auch die Gebäude, die Mauger am Strand in London für 50 Mark erworben hatte. Vor seinem Tod trat Mauger dem Zisterzienserorden bei und starb im Exil in Burgund. Erst nach Aufhebung des Interdikts wurde 1214 Walter de Gray sein Nachfolger als Bischof von Worcester.